# Belle and Sebastian
Belle and Sebastian – szkocka grupa indiepopowa założona w Glasgow w styczniu 1996 przez Stuarta Murdocha i basistę – Stuarta Davida.

## Muzycy
Obecny skład
- Stuart Murdoch – wokal, gitara, keyboard (od 1996)
- Stevie Jackson – wokal, gitara (od 1996)
- Chris Geddes – keyboard (od 1996)
- Richard Colburn – perkusja (od 1996)
- Sarah Martin – skrzypce, keyboard, gitara, wokal (od 1996)
- Bobby Kildea – gitara, gitara basowa (od 2001)

Byli członkowie
- Isobel Campbell – wokal, wiolonczela (1996–2002)
- Stuart David – gitara basowa (1996–2000)
- Mick Cooke – trąbka, gitara basowa (1998–2013)

## Dyskografia
źródło

### Albumy studyjne
- Tigermilk (1996)
- If You're Feeling Sinister (1996)
- The Boy with the Arab Strap (1998)
- Fold Your Hands Child, You Walk Like a Peasant (2000)
- Storytelling (2002)
- Dear Catastrophe Waitress (2003)
- The Life Pursuit (2006)
- Belle and Sebastian Write About Love (2010)
- Girls in Peacetime Want to Dance (2015)
- Days of the Bagnold Summer (2019)
- A Bit of Previous (2022)
- Late Developers (2023)

### Albumy koncertowe
- If You’re Feeling Sinister: Live at the Barbican (2005)
- BBC Sessions (2008)

### Single i minialbumy
- Dog on Wheels (1997)
- Lazy Line Painter Jane (1997)
- 3. 6. 9 Seconds of Light (1997)
- This Is Just a Modern Rock Song (1998)
- Legal Man (2000)
- Jonathan David (2001)
- I’m Waking Up to Us (2001)
- Step Into My Office, Baby (2003)
- I’m a Cuckoo (2004)
- Books (2004)
- Funny Little Frog (2006)
- The Blues Are Still Blue (2006)
- White Collar Boy (2006)

### Kompilacje
- Lazy Line Painter Jane (boxset, 2000)
- Push Barman to Open Old Wounds (2005)
- Late Night Tales: Belle & Sebastian (2006)
- The Third Eye Centre (2013)

### DVD
- Fans Only (2003)

### Projekty zrealizowane przy współpracy Belle & Sebastian
- God Help the Girl (2009)